# Zvonigrad
A Zvonigrad egy középkori várrom Horvátországban, a Zára megyei Palanka település határában. 

## Fekvése
Zvonigradnak, Odorja egykori székhelyének romjai, egy 391 méteres, meredek sziklás magaslaton terülnek el, közvetlenül a dalmáciai oldalról megközelíthető Zrmanja patak völgyének déli kapujában, Palanka település fölött.

## Története
A hagyomány szerint Zvonimir király építtette, erről kapta a nevét. A vár egykor a Likából Knin felé vezető utat ellenőrizte. Első említése a 13. század elején történt, amikor birtokosa a Šubić nemzetséghez tartozó Bysenius likai gróf volt.  Zsigmond király 1412-ben engedélyezte Nelipics Ivánnak, hogy szabadon rendelkezzen saját váraival. Ezek között volt „castrum Zvonygrad” is, így Nelipics Iván 1435-ben odaajándékozta Katalin nevű lányának, Frangepán János (Anzs) feleségének. A vár a későbbiekben a Kurjákovicsok kezén volt, horvát származású kastellánusát („castellanus Svonigrad”) 1468-ban, Kurjakovics Károly (Karlo Kurjaković) gróf szolgájaként említik meg. Zvonigrad 1509-ben Károly gróf fia és Karlovics Iván bán tulajdonában volt. A várat Gerard Mercator 1627-es, Szlavóniát, Horvátországot és Boszniát ábrázoló térképén is feltüntették, „Xuonigrat” felírással.
A török 1522-ben foglalta el és csak 1685-ben szabadították fel a velencei hadak. 1826-ig falai aránylag jó állapotban voltak, ekkor azonban Brkich ispán egy malom építése céljából engedélyezte köveinek felhasználását. Ettől kezdve köveit fokozatosan elhordták. Még ma is megkülönböztethető azonban az egykori lakótorony és egy újabban épített épület a régi palota helyén.

## A vár mai állapota
A bécsi hadilevéltárban megtalálható a vár 1699-es alaprajza. A rajzot a várnak a katonai határőrvidék parancsnokságának igényei szerinti átépítésekor készítettek. Ezen jól megkülönböztethető az öregtorony és az újabb épületek is, melyeket nagy valószínűséggel régebbi alapokon emeltek. A várat hosszan elnyúló falak vették körül, melyek a területét úgy osztották fel, hogy a vár egy kettős külső várat kapott. A vár bejárata valószínűleg nyugaton volt. A belsővár hosszúsága 24 méter, szélessége 13 méter lehetett. Legmagasabb pontját a citadella képezte, melynek bejárata a délkeleti sarokban nyílott. Itt található a várpalota is, mely négy részre oszlott. Ennek alapjai még ma is jól kirajzolódnak, de az ezen belüli helységek már nem láthatók. A palota egy négyzetes öregtoronynak támaszkodott. Ebből ma már csak a keleti sarok látható, ahol a palota a toronyhoz csatlakozott. Az egyméteres falakkal épített torony valószínűleg a belsővár legrégebbi része, melyhez utólag építették hozzá a közvetlenül a törökök kiűzése után készített külső védelmi rendszert. A belsővár négyszögletes alaprajzú volt, amit egy szabálytalan alaprajzú külsővárral öveztek. A várat úgy vették körül falakkal, hogy azok egy kettős külsővárat képeztek. A külsővár falait ma már nem lehet követni, egykori helyük csak a terepalakzatokból sejthető.